# Mladá Boleslav
Mladá Boleslav (en allemand : Jungbunzlau ; autrefois en français : Boléslavie) est une ville de la région de Bohême centrale, en Tchéquie, et le chef-lieu du district de Mladá Boleslav. Sa population s'élevait à 46 428 habitants en 2024.

## Géographie
Mladá Boleslav est située à 51 km au nord-est de Prague, sur la rive gauche de la rivière Jizera.

Mladá Boleslav : vue aérienne.

## Histoire
La ville a été fondée au Xe siècle par Boleslav II, duc de Bohême de 967 à 999, autour d'un château rapidement surnommé « Mladá Boleslav » (soit « Jeune [forteresse] de Boleslav ») pour le distinguer d'un autre château de ce nom situé à proximité de Prague (renommé plus tard « Stará Boleslav », soit « Vieille [forteresse] de Boleslav », et qui est aujourd'hui partie intégrante de la ville de Brandýs nad Labem-Stará Boleslav).
Jusqu'en 1918, la ville de Jungbunzlau - Mlada Boleslav faisait partie de la monarchie autrichienne (empire d'Autriche), puis Autriche-Hongrie (Cisleithanie après le compromis de 1867), chef-lieu du district de même nom, l'un des 94 Bezirkshauptmannschaften en Bohême.
Du XVIe siècle au XIXe siècle, la ville a abrité une importante communauté juive, ce qui lui a valu le surnom de « Jérusalem sur Jizera ».

## Population
Recensements (1869 à 2011) ou estimations (depuis 2014) de la population de la commune dans ses limites actuelles :
| 1869*  | 1880*  | 1890*  | 1900*  | 1910*  | 1921*  |
| ------ | ------ | ------ | ------ | ------ | ------ |
| 11 003 | 12 249 | 14 452 | 17 017 | 20 640 | 21 425 |

| 1930*  | 1950*  | 1961*  | 1970*  | 1980*  | 1991*  |
| ------ | ------ | ------ | ------ | ------ | ------ |
| 24 488 | 23 204 | 26 021 | 31 085 | 41 226 | 43 859 |

| 2001*  | 2011*  | 2015   | 2016   | 2017   | 2018   |
| ------ | ------ | ------ | ------ | ------ | ------ |
| 44 255 | 44 303 | 44 318 | 44 199 | 44 056 | 44 167 |

| 2019   | 2020   | 2021   | 2022   | 2023   | 2024   |
| ------ | ------ | ------ | ------ | ------ | ------ |
| 44 489 | 44 740 | 44 506 | 41 868 | 45 000 | 46 428 |

## Économie
Mladá Boleslav est le siège de Škoda Auto, le constructeur automobile tchèque. L'entreprise fut fondée en 1895 sous le nom de « Laurin & Klement » avant de prendre le nom actuel après sa fusion en 1925 avec le fabricant de machines-outils Škoda (créé en 1859). L'importante usine de Mladá Boleslav, rachetée en 1991 par Volkswagen, a construit 486 000 véhicules (Fabia, Octavia et Rapid) en 2013. Le site, qui comporte également une usine de moteurs et une usine de boites de vitesses, emploie 20 420 salariés.

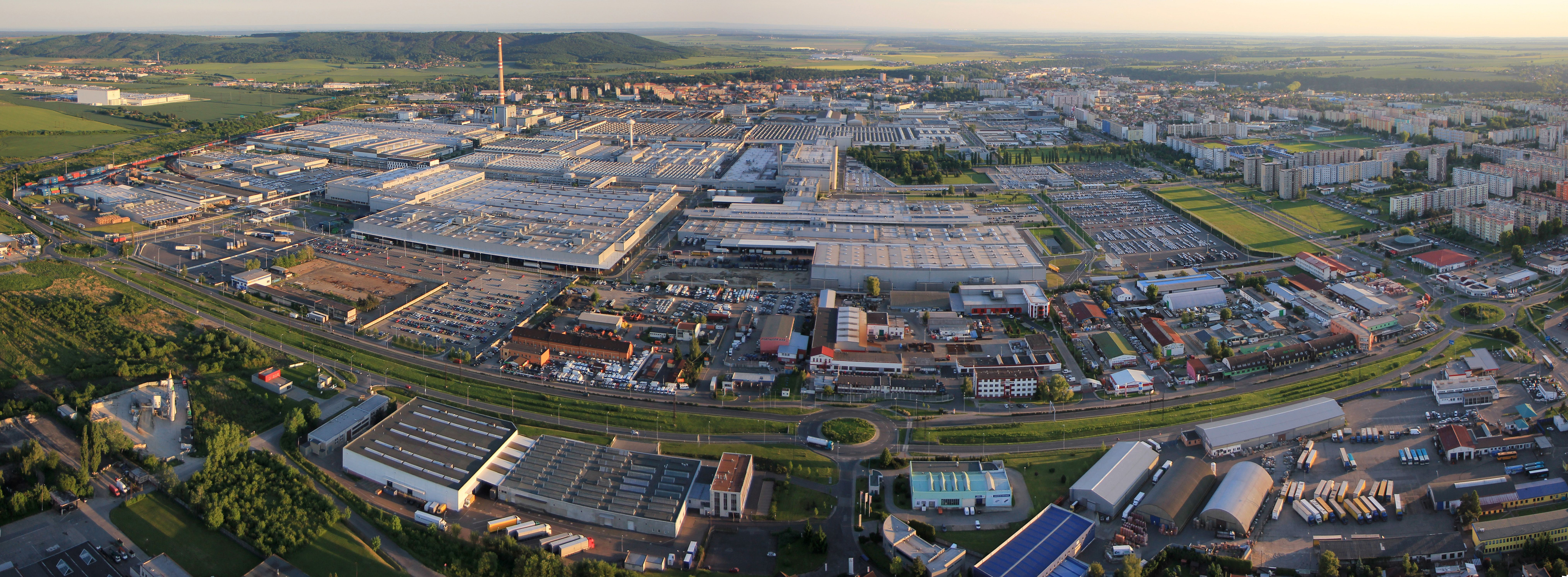
Vue aérienne des usines Škoda.

## Transports
Par la route, Mladá Boleslav se trouve à 33 km de Turnov, à 52 km de Liberec et à 61 km de Prague.
Mladá Boleslav est desservie par l'autoroute D10 qui la contourne par l'est et la relie à Prague et à Turnov.

## Curiosités touristiques
- Le cimetière juif du XVIe siècle
- Le musée Škoda

## Sports
La ville abrite le FK Mladá Boleslav, club de football créé en 1902, dont le fait de gloire est la qualification en Coupe d'Europe obtenue face à l'Olympique de Marseille en 2006.

## Personnalités
- Ferdinand Bloch-Bauer (1864-1945), fabricant de sucre et amateur d'art ;
- František Gellner (1881-1914), poète ;
- Josef Holub (1930-1999), botaniste ;
- Adina Mandlová (1910-1991), actrice ;
- Zdeněk Sekanina (1936), astronome tchéco-américain ;
- Jiri Vlcek (1978), rameur italien ;
- Jan Železný (1966), athlète.

## Jumelages
- Dieburg (Hesse, Allemagne)
- King's Lynn (Norfolk, Angleterre, Royaume-Uni)
- Pezinok (région de Bratislava, Slovaquie)
- Vantaa (Finlande méridionale, Finlande)
- Neubrandenburg (Mecklembourg-Poméranie-Occidentale, Allemagne)